# Macronus striaticeps
Timali-castanho ou tagarela-pardo (Macronus striaticeps) é uma espécie de ave da família Timaliidae.
É endémica das Filipinas.
Os seus habitats naturais são: florestas subtropicais ou tropicais húmidas de baixa altitude e regiões subtropicais ou tropicais húmidas de alta altitude.